# Sovětská liga ledního hokeje
Sovětská liga ledního hokeje (Чемпионат СССР по хоккею с шайбой) byla nejvyšší profesionální hokejová liga v Sovětském svazu. Byla založena v roce 1947 a zanikla v roce 1991.

## Týmy
Zdaleka nejvýznamnějším týmem týme v lize byl HC CSKA Moskva, který byl v blízké spolupráci s Rudou armádou. CSKA Moskva vyhrál 32 titulů z celkových 45 sezón soutěže.

## Vítězové soutěže
| Ročník | Mistr                | Ročník | Mistr                | Ročník | Mistr          |
| ------ | -------------------- | ------ | -------------------- | ------ | -------------- |
| 1947   | Dynamo Moskva        | 1964   | HC CSKA Moskva       | 1981   | HC CSKA Moskva |
| 1948   | HC CSKA Moskva       | 1965   | HC CSKA Moskva       | 1982   | HC CSKA Moskva |
| 1949   | HC CSKA Moskva       | 1966   | HC CSKA Moskva       | 1983   | HC CSKA Moskva |
| 1950   | HC CSKA Moskva       | 1967   | HK Spartak Moskva    | 1984   | HC CSKA Moskva |
| 1951   | VVS Moskva           | 1968   | HC CSKA Moskva       | 1985   | HC CSKA Moskva |
| 1952   | VVS Moskva           | 1969   | HK Spartak Moskva    | 1986   | HC CSKA Moskva |
| 1953   | VVS Moskva           | 1970   | HC CSKA Moskva       | 1987   | HC CSKA Moskva |
| 1954   | Dynamo Moskva        | 1971   | HC CSKA Moskva       | 1988   | HC CSKA Moskva |
| 1955   | HC CSKA Moskva       | 1972   | HC CSKA Moskva       | 1989   | HC CSKA Moskva |
| 1956   | HC CSKA Moskva       | 1973   | HC CSKA Moskva       | 1990   | Dynamo Moskva  |
| 1957   | Křídla Sovětů Moskva | 1974   | Křídla Sovětů Moskva | 1991   | Dynamo Moskva  |
| 1958   | HC CSKA Moskva       | 1975   | HC CSKA Moskva       | 1992   | Dynamo Moskva* |
| 1959   | HC CSKA Moskva       | 1976   | HK Spartak Moskva    |        |                |
| 1960   | HC CSKA Moskva       | 1977   | HC CSKA Moskva       |        |                |
| 1961   | HC CSKA Moskva       | 1978   | HC CSKA Moskva       |        |                |
| 1962   | HK Spartak Moskva    | 1979   | HC CSKA Moskva       |        |                |
| 1963   | HC CSKA Moskva       | 1980   | HC CSKA Moskva       |        |                |

* soutěž byla dohrána pod názvem Mistrovství SNS v ledním hokeji